# Eurylepis
Eurylepis – rodzaj jaszczurek z podrodziny Scincinae w rodzinie scynkowatych (Scincidae).

## Zasięg występowania
Rodzaj obejmuje gatunki występujące w Azji.

## Systematyka

### Etymologia
Eurylepis: gr. ευρυς eurus „szeroki”; λεπις lepis, λεπιδος lepidos „łuska, płytka”, od λεπω lepō „łuszczyć”.

### Podział systematyczny
Do rodzaju należą następujące gatunki:
- Eurylepis poonaensis
- Eurylepis taeniolata